# Rally de Japón de 2023
El Rally de Japón de 2023, oficialmente 8th FORUM8 Rally Japan, fue la octava edición y la decimotercera y última ronda de la temporada 2023 del Campeonato Mundial de Rally. Se celebró del 16 al 19 de noviembre y contó con un itinerario de veintidós tramos sobre asfalto que sumaban un total de 304,12 km cronometrados. Fue también la última ronda de los campeonatos WRC2 y WRC 3.
En su casa Toyota dio una exhibición para cerrar la temporada, logró el 1-2-3 con el galés Elfyn Evans ganando la prueba y asegurándose el subcampeonato mundial, sus compañeros de equipo Sébastien Ogier y Kalle Rovanperä lo acompañaron en el podio. Evans cimento su victoria en un manejo magistral en las condiciones de lluvia extrema en la jornada del viernes, e incluso de nieve en la jornada del sábado, además de aprovechar los problemas de sus rivales.
En el WRC-2, el campeón Andreas Mikkelsen demostró las cualidades que lo llevaron a consagrarse bicampeón de la categoría, dominó en las condiciones difíciles en la que se celebró el rally ganando por más de un minuto a su compañero de equipo, Nikolay Gryazin. El último escalón del podio a más de once minutos de Mikkelsen, terminó el polaco Kajetan Kajetanowicz.
En el WRC-3 al ser el único inscripto en la categoría, el canadiense Jason Bailey se alzó con el triunfo.

## Lista de inscritos
| Num.                       | Piloto               | Copiloto                   | Equipo                  | Automóvil              | Neu. |
| -------------------------- | -------------------- | -------------------------- | ----------------------- | ---------------------- | ---- |
| 4                          | Esapekka Lappi       | Janne Ferm                 | Hyundai Shell Mobis WRT | Hyundai i20 N Rally1   | P    |
| 6                          | Dani Sordo           | Cándido Carrera            | Hyundai Shell Mobis WRT | Hyundai i20 N Rally1   | P    |
| 8                          | Ott Tänak            | Martin Järveoja            | M-Sport Ford WRT        | Ford Puma Rally1       | P    |
| 11                         | Thierry Neuville     | Martijn Wydaeghe           | Hyundai Shell Mobis WRT | Hyundai i20 N Rally1   | P    |
| 16                         | Adrien Fourmaux      | Alexandre Coria            | M-Sport Ford WRT        | Ford Puma Rally1       | P    |
| 17                         | Sébastien Ogier      | Vincent Landais            | Toyota Gazoo Racing WRT | Toyota GR Yaris Rally1 | P    |
| 18                         | Takamoto Katsuta     | Aaron Johnston             | Toyota Gazoo Racing WRT | Toyota GR Yaris Rally1 | P    |
| 33                         | Elfyn Evans          | Scott Martin               | Toyota Gazoo Racing WRT | Toyota GR Yaris Rally1 | P    |
| 69                         | Kalle Rovanperä      | Jonne Halttunen            | Toyota Gazoo Racing WRT | Toyota GR Yaris Rally1 | P    |
| World Rally Championship 2 |                      |                            |                         |                        |      |
| 20                         | Andreas Mikkelsen    | Torstein Eriksen           | Toksport WRT 3          | Škoda Fabia RS Rally2  | P    |
| 21                         | Nikolay Gryazin      | Konstantin Aleksandrov     | Toksport WRT 3          | Škoda Fabia RS Rally2  | P    |
| 22                         | Kajetan Kajetanowicz | Maciej Szczepaniak         | Kajetan Kajetanowicz    | Škoda Fabia RS Rally2  | P    |
| 23                         | Heikki Kovalainen    | Sae Kitagawa               | Heikki Kovalainen       | Škoda Fabia R5         | P    |
| 25                         | Daniel Chwist        | Kamil Heller               | Daniel Chwist           | Škoda Fabia Rally2 Evo | P    |
| 26                         | Osamu Fukunaga       | Misako Saida               | Osamu Fukunaga          | Škoda Fabia Rally2 Evo | P    |
| 27                         | Alexander Villanueva | José Murado González       | Alexander Villanueva    | Škoda Fabia RS Rally2  | P    |
| 28                         | Eamonn Boland        | Michael Joseph Morrissey   | Eamonn Boland           | Citroën C3 Rally2      | P    |
| 29                         | Miguel Díaz-Aboitiz  | Rodrigo Sanjuan de Eusebio | Miguel Díaz-Aboitiz     | Škoda Fabia RS Rally2  | P    |
| 30                         | Satoshi Imai         | Jason Farmer               | Satoshi Imai            | Citroën C3 Rally2      | P    |
| World Rally Championship 3 |                      |                            |                         |                        |      |
| 31                         | Jason Bailey         | Shayne Peterson            | Jason Bailey            | Ford Fiesta Rally3     | P    |
| Fuente: ewrc-results.com   |                      |                            |                         |                        |      |

## Itinerario
| Día                      | Tramo | Nombre                       | Distancia | Ganador de la etapa              | Automóvil              | Tiempo          | Líder de la general |
| ------------------------ | ----- | ---------------------------- | --------- | -------------------------------- | ---------------------- | --------------- | ------------------- |
| Día 1 (16 de noviembre)  | -     | Kuragaike Park (Shakedown)   | 2.80 km   | Thierry Neuville                 | Hyundai i20 N Rally1   | 2:03.0          | -                   |
| Día 1 (16 de noviembre)  | SS1   | Toyota Stadium SSS 1         | 2.10 km   | Thierry Neuville                 | Hyundai i20 N Rally1   | 1:47.6          | Thierry Neuville    |
| Día 2 (17 de noviembre)  | SS2   | Isegami's Tunnel 1           | 23.67 km  | Elfyn Evans                      | Toyota GR Yaris Rally1 | 20:17.8         | Elfyn Evans         |
| Día 2 (17 de noviembre)  | SS3   | Inabu Dam 1                  | 19.38 km  | Elfyn Evans                      | Toyota GR Yaris Rally1 | 14:20.0         | Elfyn Evans         |
| Día 2 (17 de noviembre)  | SS4   | Shitara Town 1               | 22.53 km  | Tramo cancelado                  | Tramo cancelado        | Tramo cancelado | Elfyn Evans         |
| Día 2 (17 de noviembre)  | SS5   | Isegami's Tunnel 2           | 23.67 km  | Takamoto Katsuta                 | Toyota GR Yaris Rally1 | 19:08.1         | Elfyn Evans         |
| Día 2 (17 de noviembre)  | SS6   | Inabu Dam 2                  | 19.38 km  | Takamoto Katsuta                 | Toyota GR Yaris Rally1 | 12:48.5         | Elfyn Evans         |
| Día 2 (17 de noviembre)  | SS7   | Shitara Town 2               | 22.53 km  | Takamoto Katsuta                 | Toyota GR Yaris Rally1 | 14:33.6         | Elfyn Evans         |
| Día 2 (17 de noviembre)  | SS8   | Toyota Stadium SSS 2         | 2.10 km   | Esapekka Lappi                   | Hyundai i20 N Rally1   | 2:00.0          | Elfyn Evans         |
| Día 3 (18 de noviembre)  | SS9   | Nukata Forest 1              | 20.32 km  | Sébastien Ogier Takamoto Katsuta | Toyota GR Yaris Rally1 | 15:23.2         | Elfyn Evans         |
| Día 3 (18 de noviembre)  | SS10  | Lake Mikawako 1              | 14.78 km  | Takamoto Katsuta                 | Toyota GR Yaris Rally1 | 11:14.8         | Elfyn Evans         |
| Día 3 (18 de noviembre)  | SS11  | Okazaki City SSS 1           | 2.84 km   | Elfyn Evans                      | Toyota GR Yaris Rally1 | 2:20.2          | Elfyn Evans         |
| Día 3 (18 de noviembre)  | SS12  | Okazaki City SSS 2           | 2.84 km   | Elfyn Evans                      | Toyota GR Yaris Rally1 | 2:18.7          | Elfyn Evans         |
| Día 3 (18 de noviembre)  | SS13  | Nukata Forest 2              | 20.32 km  | Takamoto Katsuta                 | Toyota GR Yaris Rally1 | 14:33.5         | Elfyn Evans         |
| Día 3 (18 de noviembre)  | SS14  | Lake Mikawako 2              | 14.78 km  | Takamoto Katsuta                 | Toyota GR Yaris Rally1 | 10:35.8         | Elfyn Evans         |
| Día 3 (18 de noviembre)  | SS15  | Shinshiro City               | 6.70 km   | Takamoto Katsuta                 | Toyota GR Yaris Rally1 | 3:19.7          | Elfyn Evans         |
| Día 3 (18 de noviembre)  | SS16  | Toyota Stadium SSS 3         | 2.10 km   | Esapekka Lappi                   | Hyundai i20 N Rally1   | 1:47.0          | Elfyn Evans         |
| Día 4 (19 de noviembre)  | SS17  | Asahi Kougen 1               | 7.52 km   | Thierry Neuville                 | Hyundai i20 N Rally1   | 5:04.2          | Elfyn Evans         |
| Día 4 (19 de noviembre)  | SS18  | Ena City 1                   | 22.92 km  | Thierry Neuville                 | Hyundai i20 N Rally1   | 18:09.9         | Elfyn Evans         |
| Día 4 (19 de noviembre)  | SS19  | Nenoue Kougen 1              | 11.60 km  | Takamoto Katsuta                 | Toyota GR Yaris Rally1 | 8:16.3          | Elfyn Evans         |
| Día 4 (19 de noviembre)  | SS20  | Ena City 2                   | 22.92 km  | Thierry Neuville                 | Hyundai i20 N Rally1   | 18:03.7         | Elfyn Evans         |
| Día 4 (19 de noviembre)  | SS21  | Nenoue Kougen 2              | 11.60 km  | Takamoto Katsuta                 | Toyota GR Yaris Rally1 | 8:16.6          | Elfyn Evans         |
| Día 4 (19 de noviembre)  | SS22  | Asahi Kougen 2 (Power Stage) | 7.52 km   | Thierry Neuville                 | Hyundai i20 N Rally1   | 4:48.8          | Elfyn Evans         |
| Fuente: ewrc-results.com |       |                              |           |                                  |                        |                 |                     |

### Power stage
El power stage fue un tramo de 7.52 km al final del rally. Se otorgaron puntos adicionales a los cinco más rápidos.
| Pos. | Piloto           | Copiloto         | Coche                  | Equipo                  | Tiempo | Puntos |
| ---- | ---------------- | ---------------- | ---------------------- | ----------------------- | ------ | ------ |
| 1    | Thierry Neuville | Martijn Wydaeghe | Hyundai i20 N Rally1   | Hyundai Shell Mobis WRT | 4:48.8 | 5      |
| 2    | Ott Tänak        | Martin Järveoja  | Ford Puma Rally1       | M-Sport Ford WRT        | +2.4   | 4      |
| 3    | Esapekka Lappi   | Janne Ferm       | Hyundai i20 N Rally1   | Hyundai Shell Mobis WRT | +6.8   | 3      |
| 4    | Takamoto Katsuta | Aaron Johnston   | Toyota GR Yaris Rally1 | Toyota Gazoo Racing WRT | +7.0   | 2      |
| 5    | Sébastien Ogier  | Vincent Landais  | Toyota GR Yaris Rally1 | Toyota Gazoo Racing WRT | +7.3   | 1      |

## Clasificación final
| World Rally Championship   | World Rally Championship | World Rally Championship | World Rally Championship | World Rally Championship | World Rally Championship | World Rally Championship | World Rally Championship |
| Pos.                       | Piloto                   | Copiloto                 | Automóvil                | Equipo                   | Neumático                | Tiempo                   | Puntos                   |
| -------------------------- | ------------------------ | ------------------------ | ------------------------ | ------------------------ | ------------------------ | ------------------------ | ------------------------ |
| 1                          | Elfyn Evans              | Scott Martin             | Toyota GR Yaris Rally1   | Toyota Gazoo Racing WRT  | P                        | 3:32:08.8                | 25                       |
| 2                          | Sébastien Ogier          | Vincent Landais          | Toyota GR Yaris Rally1   | Toyota Gazoo Racing WRT  | P                        | +1:17.7                  | 18                       |
| 3                          | Kalle Rovanperä          | Jonne Halttunen          | Toyota GR Yaris Rally1   | Toyota Gazoo Racing WRT  | P                        | +1:46.5                  | 15                       |
| 4                          | Esapekka Lappi           | Janne Ferm               | Hyundai i20 N Rally1     | Hyundai Shell Mobis WRT  | P                        | +2:50.3                  | 12                       |
| 5                          | Takamoto Katsuta         | Aaron Johnston           | Toyota GR Yaris Rally1   | Toyota Gazoo Racing WRT  | P                        | +3:10.3                  | 10                       |
| 6                          | Ott Tänak                | Martin Järveoja          | Ford Puma Rally1         | M-Sport Ford WRT         | P                        | +3:28.3                  | 8                        |
| 7                          | Andreas Mikkelsen        | Torstein Eriksen         | Škoda Fabia RS Rally2    | Toksport WRT 3           | P                        | +7:33.7                  | 6                        |
| 8                          | Nikolay Gryazin          | Konstantin Aleksandrov   | Škoda Fabia RS Rally2    | Toksport WRT 3           | P                        | +8:49.6                  | 4                        |
| 9                          | Kajetan Kajetanowicz     | Maciej Szczepaniak       | Škoda Fabia RS Rally2    | Kajetan Kajetanowicz     | P                        | +19:25.9                 | 2                        |
| 10                         | Hiroki Arai              | Hiroki Tachikui          | Peugeot 208 Rally4       | Ahead Japan Racing Team  | P                        | +22:22.7                 | 1                        |
| World Rally Championship 2 |                          |                          |                          |                          |                          |                          |                          |
| 1 (7.)                     | Andreas Mikkelsen        | Torstein Eriksen         | Škoda Fabia RS Rally2    | Toksport WRT 3           | P                        | 3:39:42.5                | 25                       |
| 2 (8.)                     | Nikolay Gryazin          | Konstantin Aleksandrov   | Škoda Fabia RS Rally2    | Toksport WRT 3           | P                        | +1:15.9                  | 18                       |
| 3 (9.)                     | Kajetan Kajetanowicz     | Maciej Szczepaniak       | Škoda Fabia RS Rally2    | Kajetan Kajetanowicz     | P                        | +11:52.2                 | 15                       |
| 4 (11.)                    | Osamu Fukunaga           | Misako Saida             | Škoda Fabia Rally2 Evo   | Osamu Fukunaga           | P                        | +17:05.3                 | 12                       |
| 5 (12.)                    | Daniel Chwist            | Kamil Heller             | Škoda Fabia Rally2 Evo   | Daniel Chwist            | P                        | +20:19.3                 | 10                       |
| 6 (14.)                    | Eamonn Boland            | "MJ"                     | Citroën C3 Rally2        | Eamonn Boland            | P                        | +21:04.9                 | 8                        |
| 7 (18.)                    | Miguel Díaz-Aboitiz      | Rodrigo Sanjuan          | Škoda Fabia RS Rally2    | Miguel Díaz-Aboitiz      | P                        | +52:56.7                 | 6                        |
| 8 (24.)                    | Satoshi Imai             | Jason Farmer             | Citroën C3 Rally2        | Satoshi Imai             | P                        | +1:39:49.2               | 4                        |
| World Rally Championship 3 |                          |                          |                          |                          |                          |                          |                          |
| 1 (22.)                    | Jason Bailey             | Shayne Peterson          | Ford Fiesta Rally3       | Jason Bailey             | P                        | 5:03:05.7                | 25                       |
| Fuente: ewrc-results.com   |                          |                          |                          |                          |                          |                          |                          |